# Sede episcopal

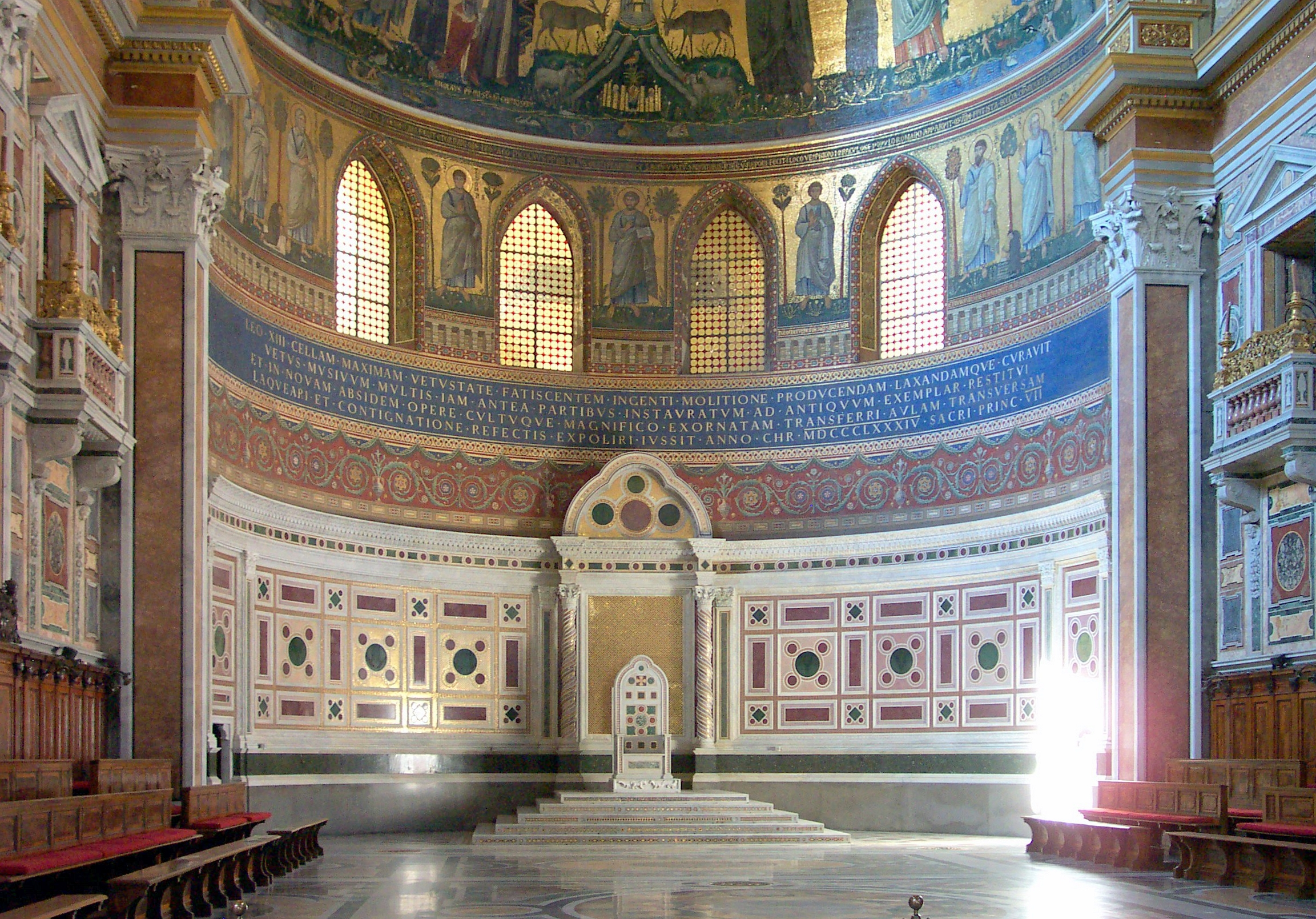
Sede (cátedra) del obispo de Roma en la Archibasílica de San Juan de Letrán.

La sede episcopal (del latín sedem, 'asiento') es la silla, cátedra o trono de un obispo. Por extensión, se llama así al lugar o la ciudad, considerada capital de la diócesis, donde se encuentra la catedral. Los términos sede diocesana y sede arquidiocesana tienen el mismo significado, aunque especifican el rango de la jurisdicción en la jerarquía de la iglesia a la que pertenezcan.
Por extensión se usa la palabra para denominar al pueblo o la ciudad donde esté la catedral. Por ejemplo, usando el sentido estricto, la sede de la archidiócesis de Westminster en Inglaterra, es la catedral de Westminster, pero en un sentido más amplio, esa misma sede es la ciudad de Londres, donde se localiza la catedral. A veces, incluso se usa, erróneamente, este término para referirse a toda la diócesis, aunque esta cubra más de un pueblo o ciudad; los términos correctos, diócesis y arquidiócesis, cubren este significado con mayor precisión.
Las sedes episcopales en la Edad Media se solían establecer en las principales civitates urbanas.
Un caso especial es la Santa Sede, la jurisdicción episcopal del obispo de Roma, conocido como el papa, y es la sede episcopal preeminente de la Iglesia católica, constituyendo su gobierno central.
El término se ve con mayor frecuencia en las Iglesias católica y anglicana, aunque también se utiliza en algunas iglesias luteranas.